# 紅河縣 (德克薩斯州)
紅河縣（英語：Red River County）是美国德克薩斯州東北部的一個縣，北以紅河為界與奧克拉荷馬州相望（這是縣名的由來），面積2,739平方公里。根據美国人口普查局2020年統計，共有人口11,587人。縣治克拉克斯維尔（Clarksville）。該縣成立於1836年3月17日，是最早的二十三個縣之一。。